# Ретраншемент

Ретраншемент

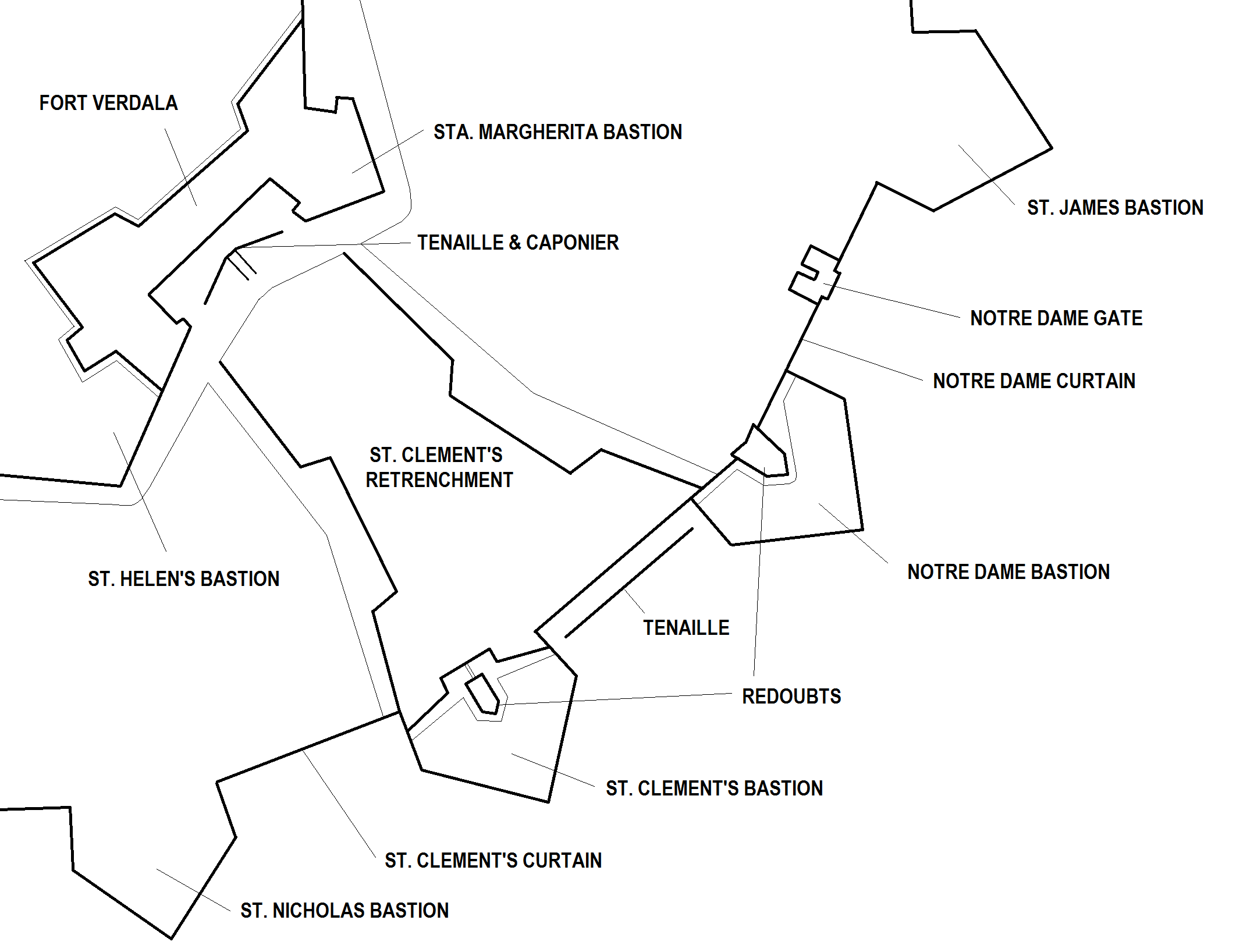
План ретраншементу Святого Климента між лініями Санта-Маргарита і лініями Коттонера, Бормла, Мальта

Ретра́ншемент (фр. retranchement, від retrancher — «відрізати»), заст. абшніт (від нім. Abschnitt — «відріз») — військове укріплення, яке розміщене за головною позицією. Призначене для підсилення внутрішньої оборони в разі захоплення противником зовнішніх укріплень.

## Конструкція
Залежно від капітальності ретраншементи поділяють на постійні і тимчасові. Постійні, в свою чергу, діляться на загальні і окремі. Загальні розташовувалися позаду головного валу, у вигляді другої фортечної огорожі; окремі — позаду одного будь-якого фронту або окремої частини фортечних верків. За часів гладкоствольної артилерії ретраншементи влаштовувалися як для відкритої оборони, так і казематовані, у вигляді оборонних казарм з амбразурами і бійницями і з виступами для поздовжнього обстрілювання рову перед ними.
Внутрішня частина ретраншементу сполучалася з головним валом або закритим способом (по потернах, прокладених під ретраншементним валом в його рів і звідти по апарелях біля контр-ескарпа) або відкрито (ретраншемент зводився у вигляді вхідного кута, в вершині якого і влаштовувався відкритий прохід, обстрілюваний з особливої ділянки валу позаду нього). Головний недолік постійних ретраншементів полягав у тому, що вони сильно ускладнювали сполучення з зовнішньою частиною огорожі і дуже утрудняли внутрішність укріплення. З впровадженням нарізної артилерії їх перестали будувати, і на початок XX століття припускалася можливість їх спорудження тільки з бетону або із застосуванням солідного броньового обшиття. Тимчасові ретраншементи зберігали своє бойове значення і пізніше і могли складатися, як із земляних укріплень, так і з різного роду барикад і приведених в оборонний стан місцевих предметів, посилених штучними перешкодами.